# Копчення риби

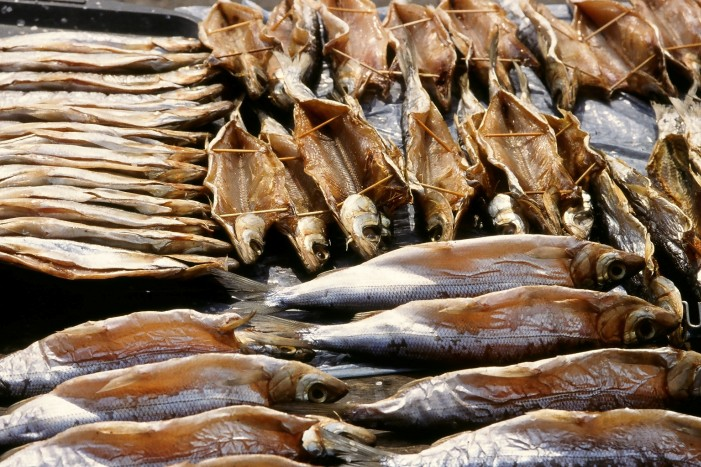
Копчений омуль

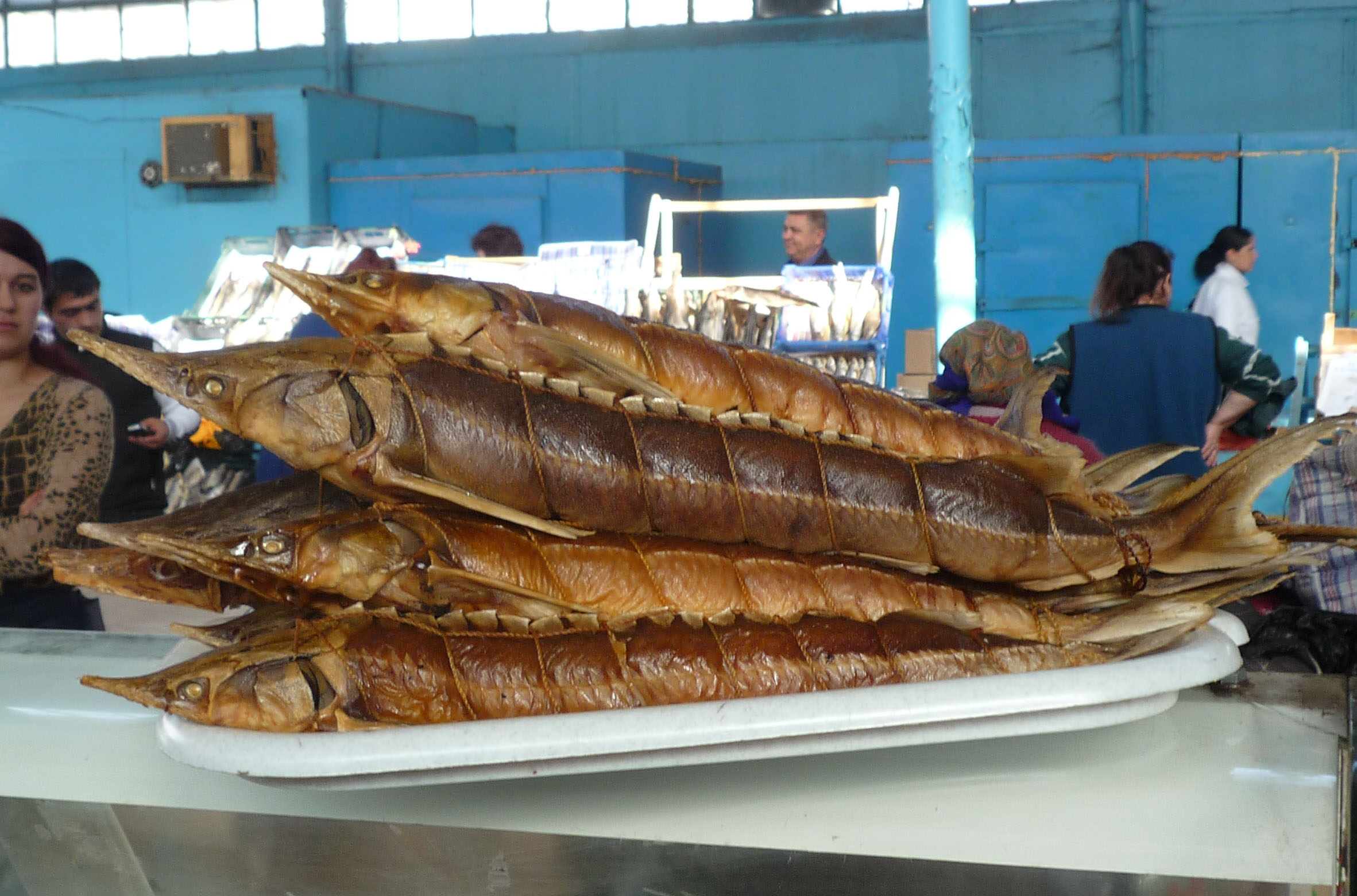
Копчений осетер

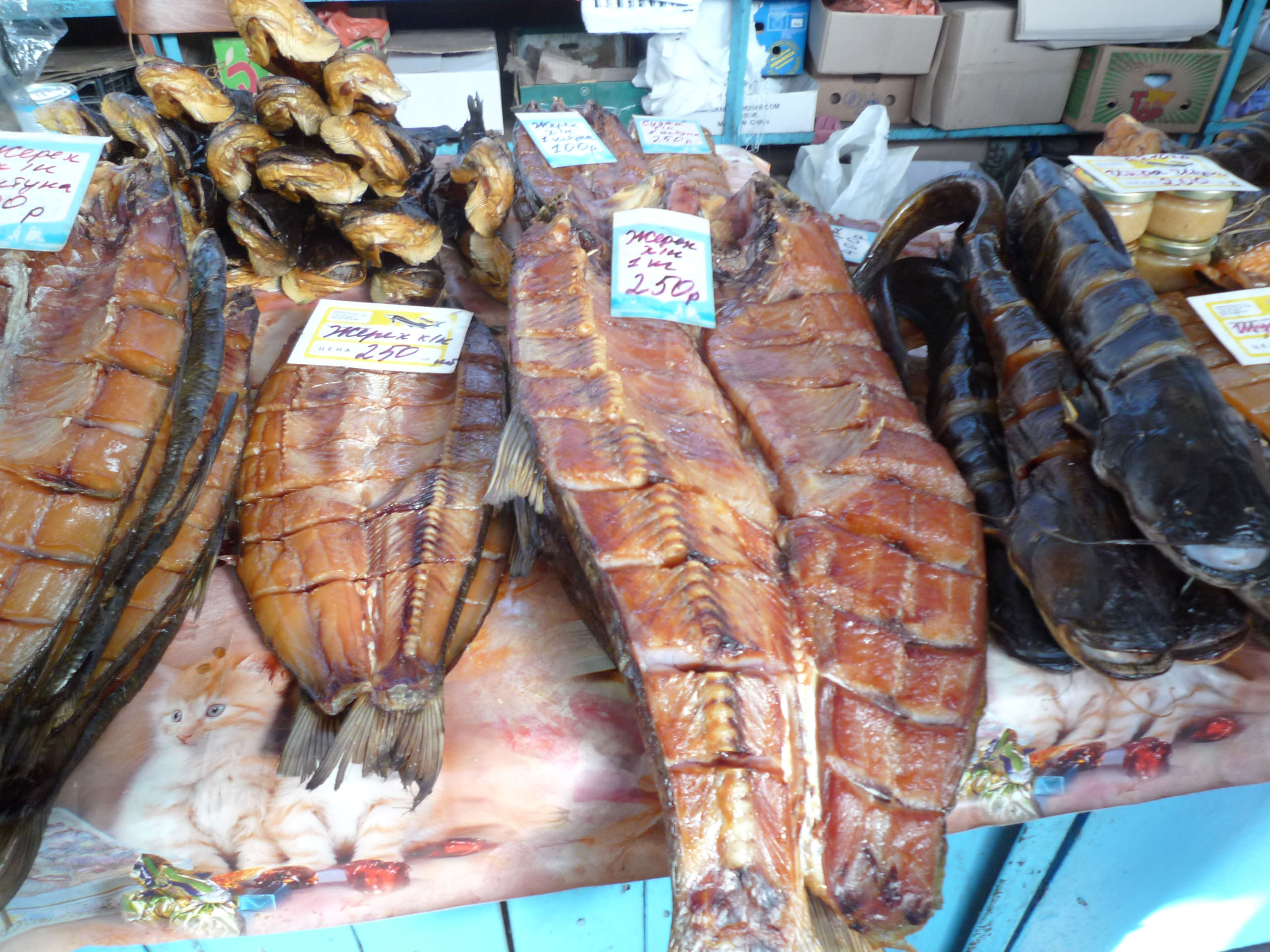
Жерех холодного копчення

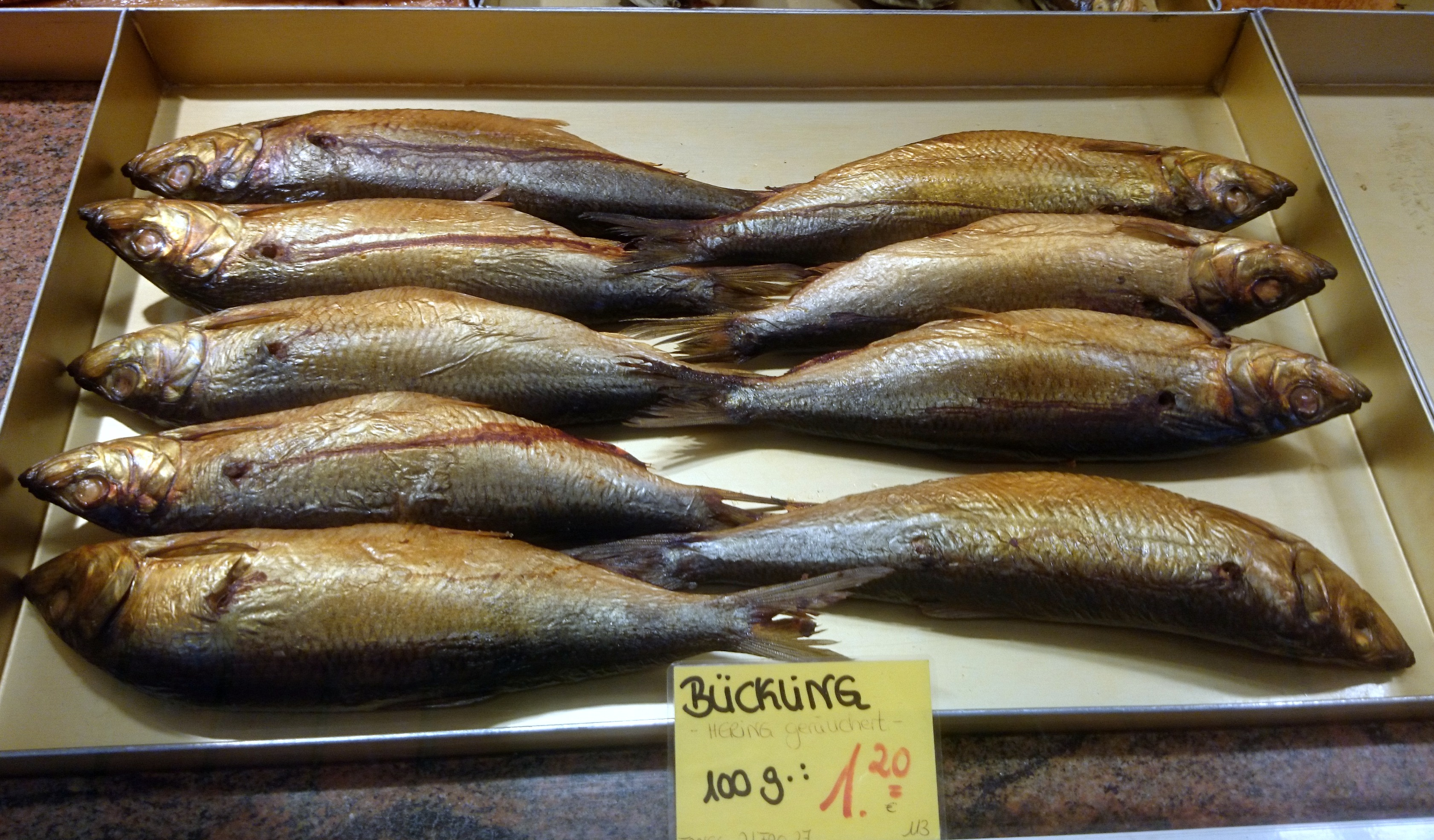
Бюклінг — німецький копчений оселедець

Копчення риби — процес виробництва готових до вживання смачних та поживних рибних продуктів шляхом впливу на рибу куховарської солі та різних хімічних компонентів, що містяться в деревному димі або коптильній рідині. В результаті копчення риба зневоднюється і втрачає в масі, у неї змінюються структурно-механічні властивості. Компоненти коптильного диму проникають в товщу риби і забарвлюють її поверхню. Копчення є комбінованим способом консервування продуктів харчування в результаті анабіозу (ксероанабіозу, осмоанабіозу) за допомогою продуктів теплового розкладання деревини (коптильного диму) і куховарської солі.

## Способи копчення

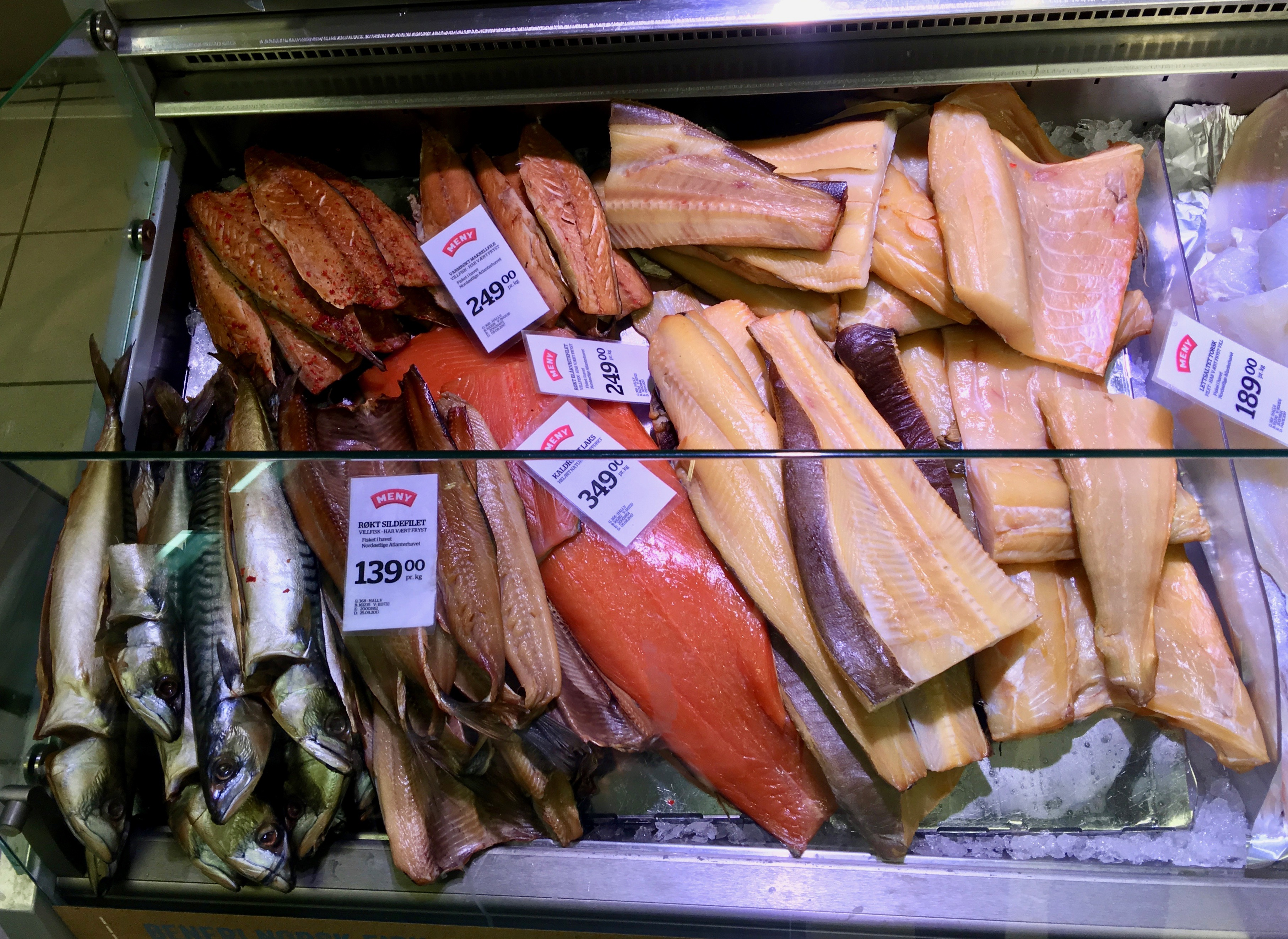
Риба гарячого копчення на ринку в норвезькому Бергені

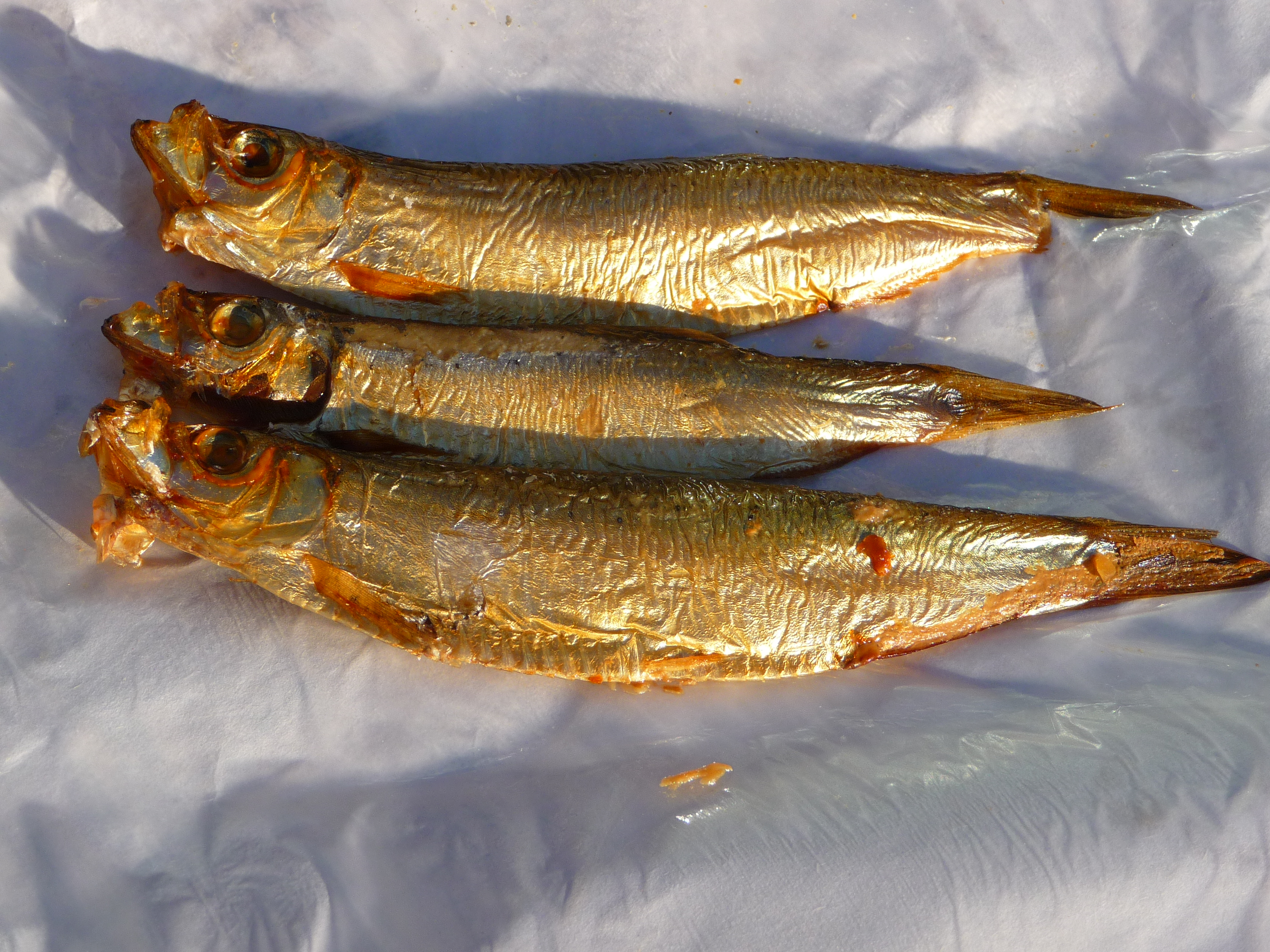
Кільські шпроти гарячого копчення

Копчення риби проводиться двома основними способами: гарячим (при високій температурі 80-170 °C) та холодним (при температурі, що не перевищує 40 °C). Продукція гарячого копчення — ніжне, соковите, повністю проварене рибне м'ясо невеликої солоності з легким ароматом диму. Воно містить велику кількість вологи і не підлягає тривалому зберіганню. При холодному копченні виходить більш стійкий в зберіганні рибний продукт, що містить значно менше вологи і більше солі, ніж в продуктах гарячого копчення.
Крім основних способів гарячого та холодного копчення існують також технології електрокопчення риби в полі струму високої напруги, а також комбінованого копчення із застосуванням коптильної рідини. При електрокопченні використовується властивість диму осідати в полі високої напруги постійного струму: риба в коптильній камері рухається на конвеєрі між двома електродами, що знаходяться під напругою 40 тис. вольт, дим набуває відповідний заряд і осідає на рибі, що має протилежний заряд. Електрокопчену рибу потім проварюють у високочастотному апараті. При копченні із застосуванням коптильної рідини, відмочений солоний напівфабрикат риби занурюють у спеціальні ванни з розведеним водою препаратом, потім підсушують і підкопчують в димоповітряній суміші. Плівка коптильної рідини сприяє прискоренню процесу колерування риби і скорочує процес власне копчення в середньому на 25 %.